# Yashhur'il Yuhar'ish
Yashhur'il Yuhar'ish (hadramitisch ys2hrʾl yhrʿs2), Sohn des Abiyasa’, war ein Herrscher (Mukarrib) von Hadramaut und regierte um 25 n. Chr.
Yashhur'il Yuhar'isch ist vor allem von seinen Münzen bekannt, die auf einer Seite das Bild des Herrschers und auf der anderen Seite einen Adler zeigen. Diese Münzen sind die ersten in Hadramaut, die das Bild des Herrschers wiedergeben. Er wird auch in zwei privaten Inschriften genannt, eine von ihnen erwähnt den von ihm befohlenen Bau der Sperrmauer von Qalat (heute al-Bina' bzw. Libna), die zum Schutz gegen das aufstrebende Himyar errichtet wurde, die andere berichtet vom Bau eines Turmes. Er nannte sich nicht König, sondern trug den alten Titel mukarrib, weshalb er früher irrtümlich in das 5. Jahrhundert v. Chr. datiert wurde.